# Bernardino Brugnoli
Bernardino Brugnoli (Verona, 1538 – Mantova, 16 marzo 1583) è stato un architetto italiano, parente del famoso architetto Michele Sanmicheli, con il quale collaborò e di cui portò a termine diversi cantieri.

## Biografia

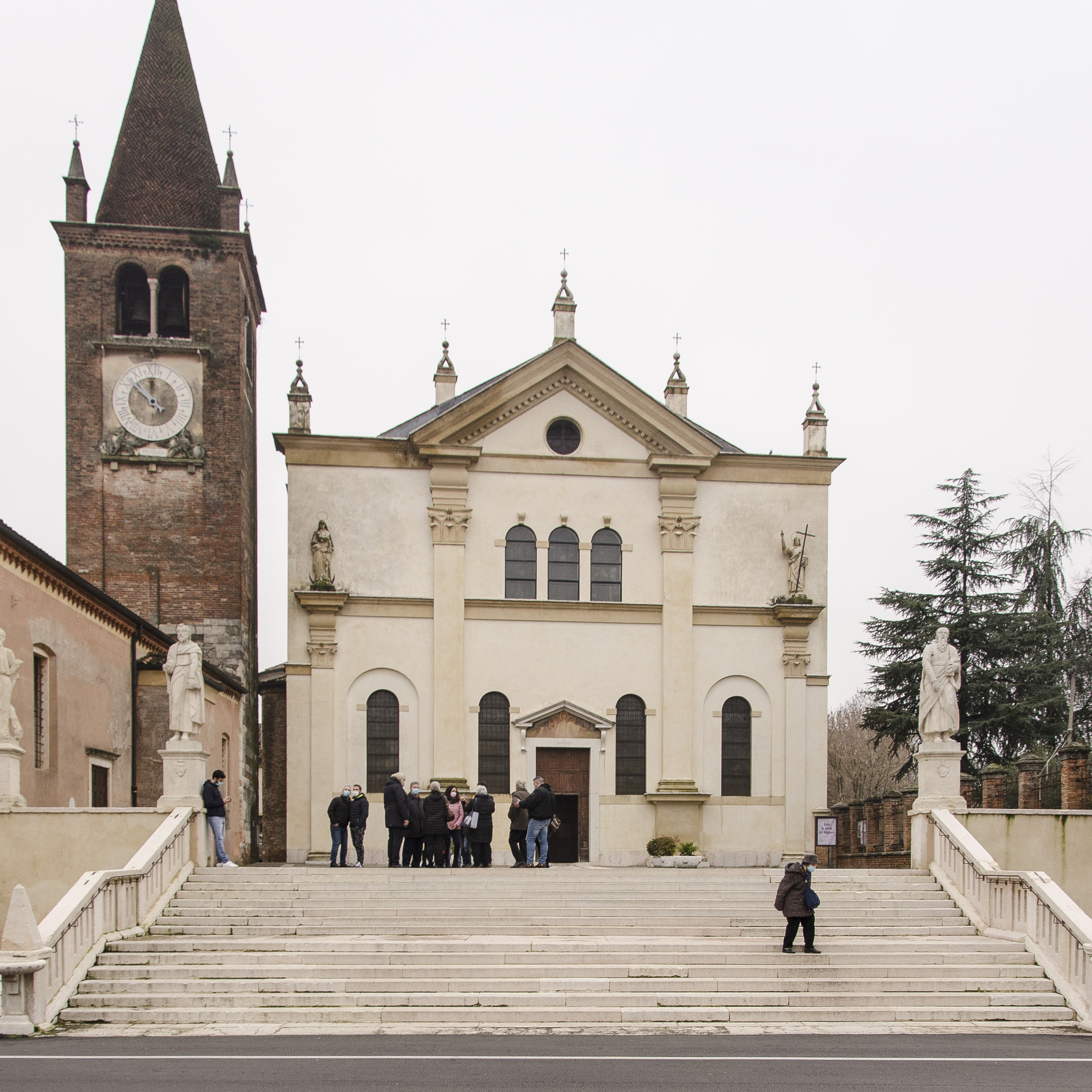
La chiesa di Santo Stefano Protomartire a Isola della Scala, di cui Brugnoli fu progettista

Bernardino, figlio maggiore di Alvise, molto probabilmente si formò presso il padre e presso Michele Sanmicheli, che lo indirizzò verso l'architettura civile e religiosa. Inizialmente impiegato come assistente, divenne poi sovrintendente degli ultimi cantieri del celebre parente.
Il primo cantiere sanmicheliano di cui diresse i lavori di cui si abbia notizia, è quello relativo alla costruzione del campanile del Duomo di Verona, che seguì tra il 1555 e il 1579. Tuttavia più importante fu il suo contributo nella realizzazione del presbiterio e del campanile della chiesa di San Giorgio in Braida. Infine portò a compimento, cercando di mantenere intatto il più possibile il disegno originario, l'ultima opera del Sanmicheli, la chiesa della Madonna di Campagna, nel 1561 quasi completa.
Tra le opere che tradizionalmente gli vengono attribuite vi sono palazzo Turchi, palazzo dei Diamanti e palazzo Ridolfi Da Lisca, tutti a Verona. Sua la progettazione, in qualità di «peritor disegnator», della chiesa di Santo Stefano a Isola della Scala, la cui realizzazione si avviò il 25 aprile 1578, concludendosi dopo la sua morte, nel 1619.
Grazie alla sua autorevolezza riuscì ad ottenere la carica di prefetto delle Fabbriche Gonzaghesche, per cui intorno alla metà del 1580 si trasferì a Mantova dove diresse i lavori al giardino pensile nella corte vecchia di Palazzo Ducale, proseguendo il progetto di Pompeo Pedemonte. Tuttavia sul finire dello stesso anno, o forse a inizio 1581, ritornò a Verona per riprendersi da una malattia. Verso la fine dell'anno riuscì a tornare a Mantova dopo essere stato richiamato e licenziato per via di una sua visita a Venezia; l'architetto, infatti, il 14 novembre risulta nuovamente assunto alla corte dei Gonzaga, dove continuò a lavorare presso la corte vecchia e venendo coinvolto anche in altri progetti minori nel contado.
Morì di febbre a Mantova, il 16 marzo 1583, quando i suoi disegni furono fatti prelevare dal duca in modo che non andassero persi.